# Michael Kenworthy
 (juillet 2016).
Le contenu est difficilement compréhensible vu les erreurs de traduction, qui sont peut-être dues à l'utilisation d'un logiciel de traduction automatique.
Michael Kenworthy (né le 18 août 1975) est un acteur américain.

## Biographie

### Carrière
Il est le frère cadet de Michelle Kenworthy, qui est apparue avec lui dans le jeu TV américain : I'm Telling!.

On lui a proposé l'un des cinq rôles masculins de la première saison de Beverly Hills, 90210 (1990). Il a refusé parce que sa famille le pressait d'aller à l'université. Le célèbre producteur de la série, Aaron Spelling, n'a pas apprécié cette décision et a averti Michael en lui disant : " Si tu refuses maintenant, tu n'auras jamais plus l'occasion de travailler à Hollywood ! ". Michael a pris de nombreux cours de théâtre et de cinéma dans deux universités séparées...mais après l'obtention de son deuxième degré, il déclare : " Je me sentais comme si je n'avais rien appris. Mais d'un autre côté, si Quentin Tarantino m'appelait, je répondrai présent ! ". Son rôle le plus connu est celui de la " Jesse" , dans la comédie horrifique : Le Retour des Morts Vivants 2. Il est aussi apparu dans quelques publicités pour les jouets " Mad Scientist ".

Par ailleurs, Michael cite Shawnee Smith, avec qui il a tenu la vedette dans le film de 1988, Le Blob, comme son premier béguin et a ainsi déclaré à son sujet : " Elle et moi, ça fonctionne assez bien. Quand elle vient m'embrasser pour me dire bonjour, je veux lui rendre l'accolade, plus un baiser. Cela la fait toujours rougir ! ".

### Personnel
Kenworthy est diplômé des universités suivantes :
- Crespi Carmelite High School (Promotions de 1993);
- Loyola Marymount University (Promotion de 1996)
- California State University, Northridge  (Promotion de 1997).

Michael est diplômé en arts du théâtre, des télécommunications et de radiodiffusion. Actuellement travailleur indépendant, il travaille avec Wal-Mart sur le développement d'outils novateurs pour les jeunes, comprenant des livres et des systèmes de jeu non-électroniques. Aussi, au cours des dernières années, il a veillé sur sa sœur Michelle, pendant sa lutte contre le cancer.

## Filmographie
Sauf indication contraire, les informations mentionnées dans cette section peuvent être confirmées par la base de données cinématographiques IMDb,  présente dans la section « Liens externes ».

### Cinéma
- 1986 : Goodnight Mother ('night, Mother) de Tom Moore : Kenny Cates
- 1988 : Le Retour des morts-vivants 2 (Return of the Living Dead: Part II) de Ken Wiederhorn : Jesse Wilson
- 1988 : Le Blob (The Blob) de Chuck Russell : Kevin Penny
- 1993 : The Tree (court métrage) de Todd Field : 17-Year Old Boy

### Télévision

#### Séries télévisées
- 1986 : Quoi de neuf docteur ? (Growing Pains) : Kris Koosman (saison 2, épisode 4)
- 1987 : I'm Telling! (en) : Lui-même (saison 1, épisode 1)
- 1988 : Un toit pour dix (Just the Ten of Us) : Scott (saison 1, épisode 2)
- 1988 : Webster (en) : le chef de la Police (saison 6, épisode 11)